# Beaumont-sur-Grosne
Beaumont-sur-Grosne ist eine französische Gemeinde mit 333 Einwohnern (Stand: 1. Januar 2022) im Département Saône-et-Loire in der Region Bourgogne-Franche-Comté. Sie gehört zum Arrondissement Chalon-sur-Saône und zum Kanton Tournus.

## Geographie
Beaumont-sur-Grosne liegt etwa 14 Kilometer südlich von Chalon-sur-Saône. Nachbargemeinden von Beaumont-sur-Grosne sind Saint-Ambreuil im Norden, Saint-Cyr im Osten, Sennecey-le-Grand im Süden und Südosten sowie Laives im Westen und Südwesten.
Durch die Gemeinde führt die Autoroute A6.

## Bevölkerungsentwicklung
| Jahr                      | 1962 | 1968 | 1975 | 1982 | 1990 | 1999 | 2006 | 2013 |
| Einwohner                 | 194  | 201  | 186  | 247  | 257  | 269  | 306  | 340  |
| Quelle: Cassini und INSEE |      |      |      |      |      |      |      |      |

## Sehenswürdigkeiten
- Kirche Notre-Dame-de l’Assomption mit Teilen aus dem 12. Jahrhundert, seit 1986 Monument historique[2]